# Strellin
Strellin ist ein Ortsteil der Gemeinde Groß Kiesow im Landkreis Vorpommern-Greifswald.

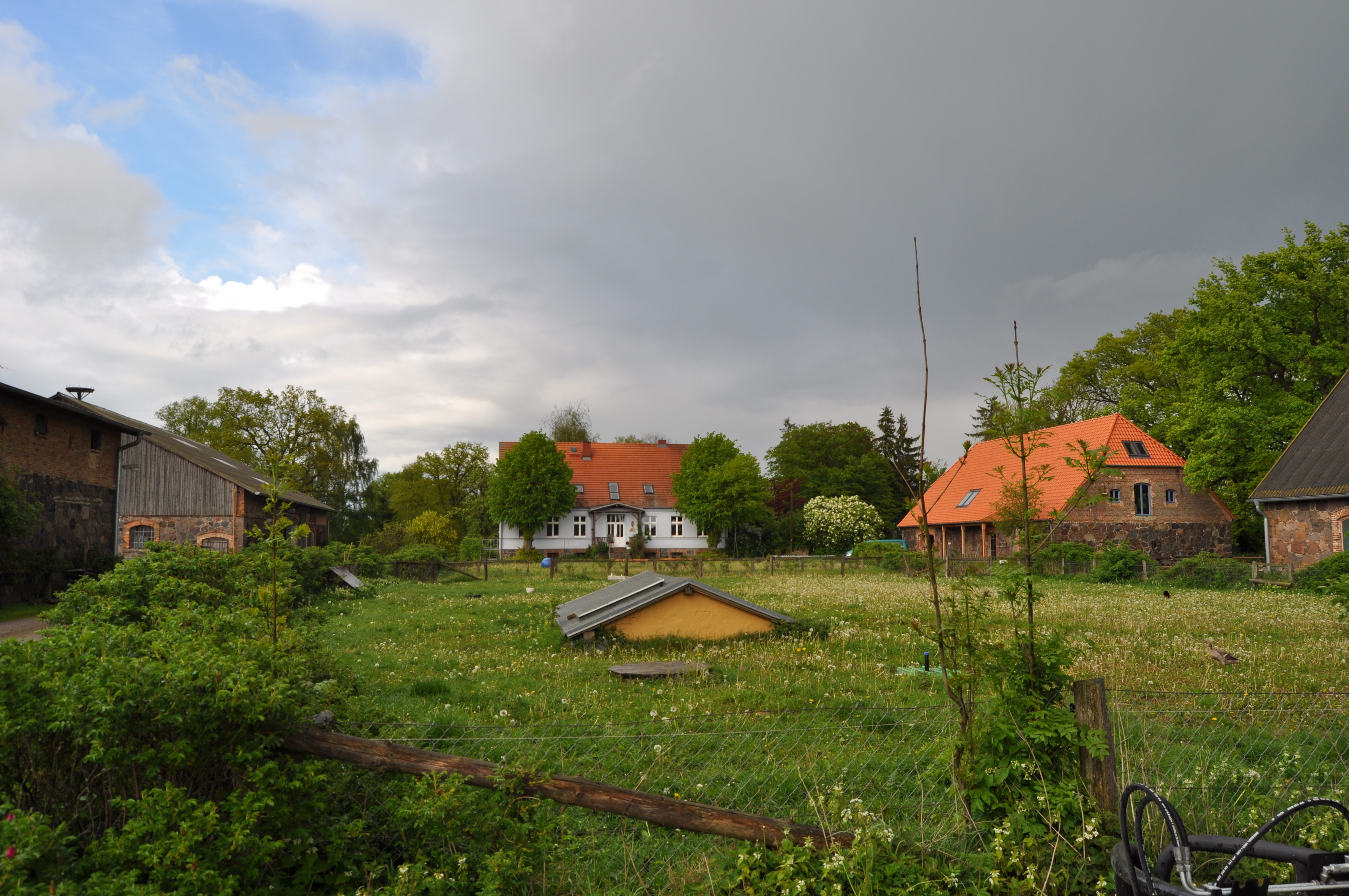
Gutshof des Kirchengutes Strellin

## Geographie
Strellin liegt an der Kreisstraße K 13 (Gützkow – Groß Kiesow – B109) rund drei Kilometer südlich von Groß Kiesow, zwischen Klein Kiesow und Dambeck. Nach Gützkow sind es rund neun Kilometer und zur A 20 sind es elf Kilometer. Die Umgebung von Strellin ist sehr "steinreich", das belegen auch die vielen Steinriegel. Diese wurden als Begrenzungen der Viehkoppeln genutzt, teilweise mit Buschwerk oder Bäumen bewachsen. Damit wurde der Effekt erreicht, dass die Steine von den Ackerflächen kamen und gleichzeitig als billiges Baumaterial für die Trockenmauern der Koppeln und auch für die Errichtung und Erhaltung der Gebäude dienten.

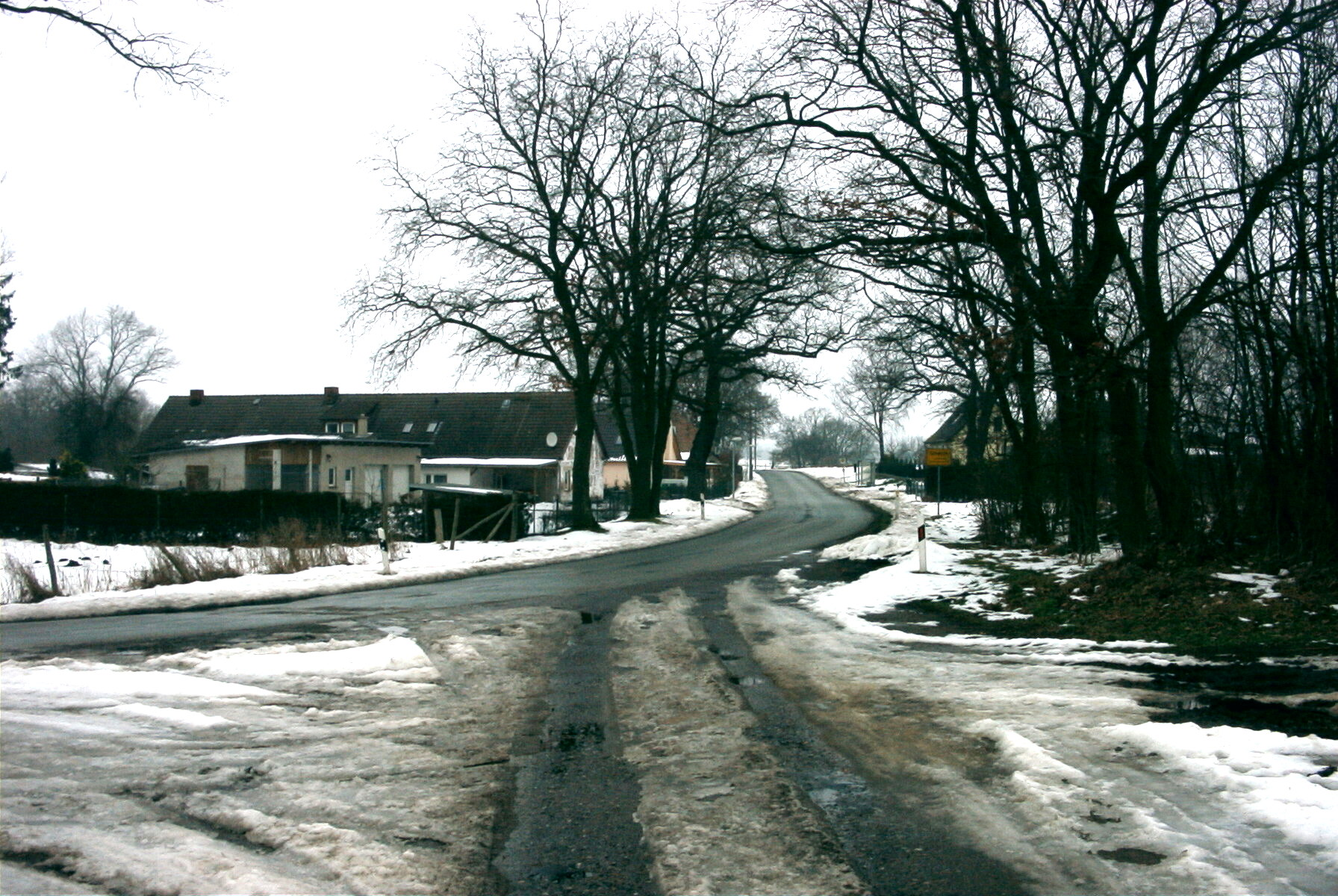
Strellin – Dorf, halblinks 2 Landarbeiterkaten

## Geschichte
1407 wurde Strellin erstmals als „Strellyn“ urkundlich genannt. Der slawische Name bedeutet "Strelja" = „Pfeil“ oder „Blitz“. In älteren Publikationen, wie im Landbuch von Heinrich Berghaus, kommt auch die Schreibweise Strelin vor.

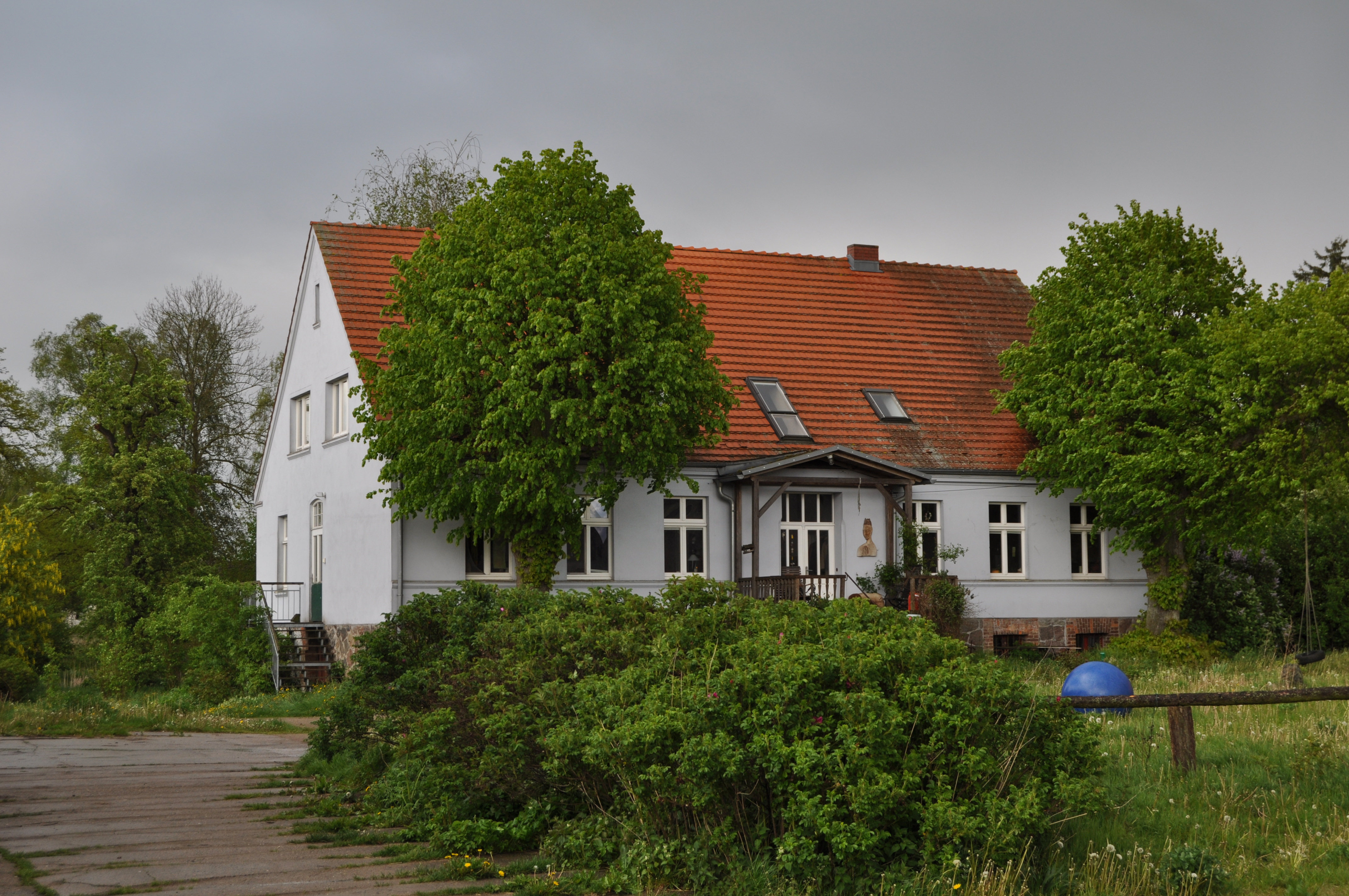
Gutshaus Strellin von 1876

Eine nachgewiesene slawische Siedlung im Bereich des jetzigen Parkes belegt die slawische Gründung und Namensherkunft. 50 m westlich des jetzigen Gutes bestand nach 1230 eine frühdeutsche Turmhügelburg, die noch als Bodendenkmal gilt, aber bereits um 1980 auf Betreiben des damaligen Pächters eigenmächtig glatt planiert wurde. Heute bezeugen nur noch zwei große von ehemals vier im Quadrat stehenden Eichen die Stelle des Turmhügels.
Strellin ist ein typisches Gutsdorf, das Gut liegt ca. 100 Meter südlich des Ortes, der in älteren Zeiten nur aus zwei langgestreckten Tagelöhnerkaten, heute aber um einige Eigenheime ergänzt, bestand. Der Ort verfügt über einen eigenen kleinen Friedhof, der in der Gegenwart aber nicht mehr genutzt wird, es ist der von Dambeck zuständig. Kirchlich gehört Strellin zur Kirchgemeinde Kölzin-Gützkow.
Strellin gehörte zum Lehen der Familie von Behr, für den Stamm Pommern-Gützkow wurde der älteste überlieferte Lehnbrief der Behrs am 28. September 1275 durch Herzog Barnim I. und seinen Sohn Bogislaw IV. ausgestellt, ohne dass in der Urkunde Besitzungen namentlich aufgeführt wurden.
Erst der Lehnbrief von 1491 für Harnid (1), Harnid (2), Heinrich und Gerhard von Behr gesessen zu Müssow, Vargatz und Schlagtow nennt in Gesamthand alle Besitzungen des Geschlechts. Das sind im Einzelnen: Müssow, Vargatz, Schlagtow, Busdorf (später Behrenhoff genannt), Negentin, Kiesow, Stresow, Schmoldow, Bandelin, Dargezin, Strellin, Gnatzkow (später Karlsburg genannt), Schlatkow, Sanz und Karzin(?).
Strellin gehörte damit der Familie von Behr, wurde aber 1733 von Landrat und Universitätskurator Felix Dietrich von Behr im Austausch gegen zwei Bauernhöfe in Bandelin, die der Kirche von Gützkow gehörten, an diese gegeben. Die Kirche war seitdem im Besitz von Strellin und betrieb es als Kirchengut bzw. gab es in Pacht. Es nannte sich seitdem „Kirchengut Strellin“, der Name ist auch heute noch gebräuchlich.
Erfolgreichster Pächter waren von 1820 bis 1855 Carl Christian Rudolph und dessen Sohn, die die großen Ställe bauen ließen, deren Grundmauern aus glatt behauenen Feldsteinen noch heute vorhanden sind. 1839 wurde der „Eichenkamp“ in Strellin für den Kirchenumbau in Gützkow abgeholzt. 1855 verlängerte die Kirchenadministration den Pachtvertrag nicht, weil sie höhere Pachten durch ein Aufgebot erhoffte. Die Pacht ging für das gut Siebenfache der bisherigen Jahrespacht an Helm aus Trantow, der aber erkennen musste, dass dieses Angebot nicht erwirtschaftet werden konnte und 1858 aufgab. Der zweithöchste Bieter, Bauer Rosenthal aus Kölzin, erhielt jetzt die Pacht zu herabgesetztem Preis.
1865 hatte Strellin 45 Einwohner in 7 Familien, davon 1 Pächter mit 2 Angehörigen, 3 Knechte, 8 Mägde, 6 männliche und 6 weibliche Tagelöhner. Es waren 3 Wohnhäuser und 7 Wirtschaftsgebäude vorhanden.
1870 war Bunge der Pächter, in seine Zeit fiel der große Brand im Gut. Die Gutsgebäude mit Ställen für Schafe, Rinder, Pferde und Schweine, die Scheune und die Schmiede/Stellmacherei wurden wieder aufgebaut. 1876 wurde das Gutshaus neu erbaut. Das preußische Meßtischblatt von 1880 zeigt die noch heute vorhandene Struktur des Gutes und des damaligen Wohnteils des Dorfes mit seinen 2 Katen.
Die Pächter und Verwalter wechselten oft. Da Kirchengüter von der Bodenreform 1945 ausgenommen waren, blieb das Kirchengut Strellin in seinem Bestand auch in der DDR-Zeit unbeschadet bestehen. Da es eine eigenständige Wirtschaft betrieb, blieb auch die Hofstruktur mit vollständiger Gebäudenutzung erhalten.
Eine wesentliche Änderung des Besitzes an Dorf und Gut ergab sich nach der Wende 1991. Kuriosum war der Umstand, dass Dorf und Gut liegenschaftlich aus einem Flurstück bestanden und der Kirche von Gützkow gehörten. Die inzwischen erhaltenen und neu erbauten Wohn- und Nebengebäude des Dorfes wurden an die Mieter verkauft und liegenschaftlich abgetrennt. Wegen der neuen gesetzlichen Miet- und Pachtgrundsätze war es für die Kirche von Gützkow günstiger, das Gut an eine Bauernfamilie aus Schleswig-Holstein zu verkaufen, wobei die landwirtschaftlichen Nutzflächen im Besitz der Gützkower Kirche blieben, aber langfristig an diese Familie verpachtet wurden. Die jetzigen Besitzer betreiben eine ökologische Landwirtschaft mit überwiegender Milchkuhhaltung.

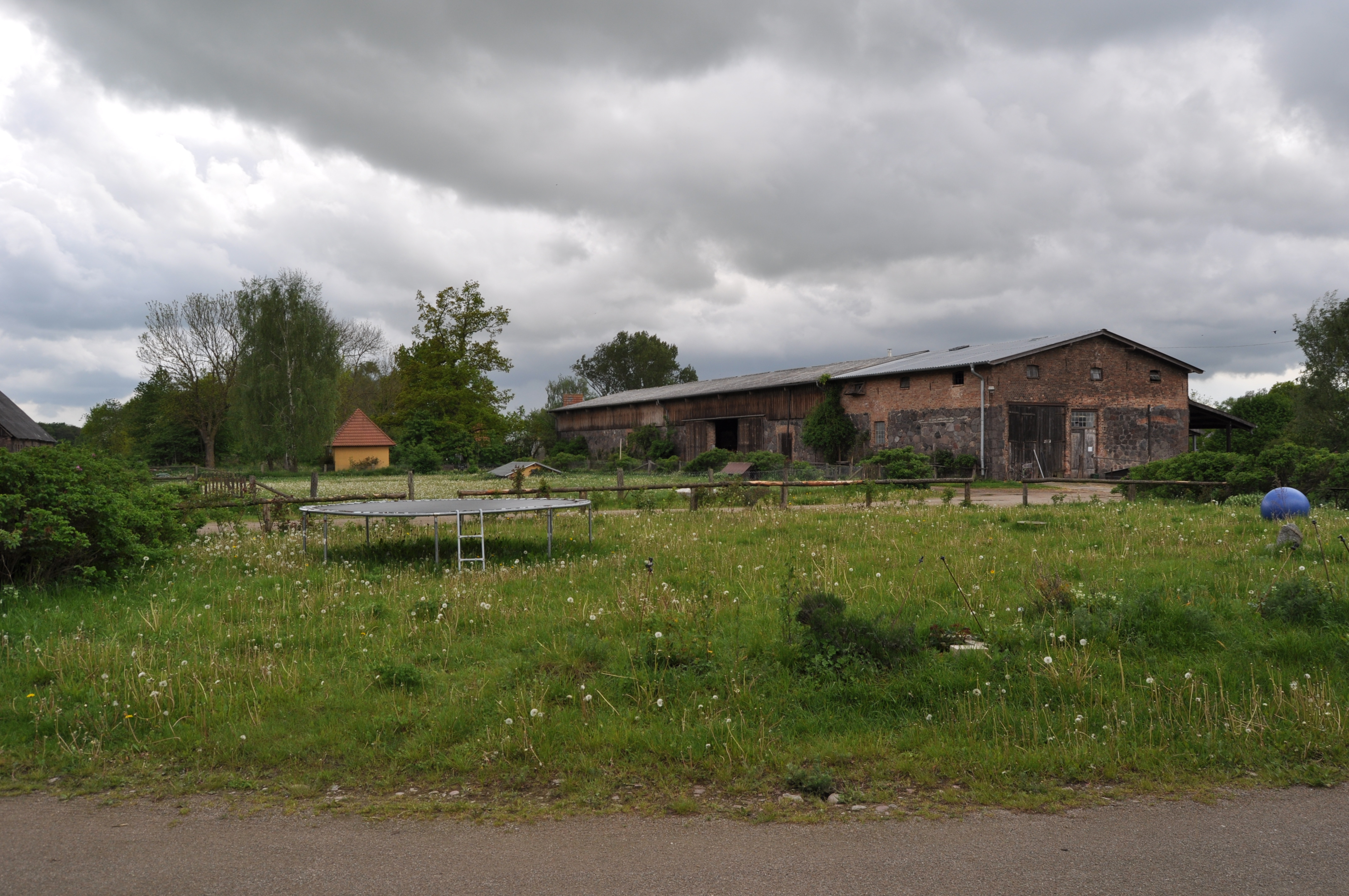
Gutsscheune Strellin – jetzt Kuhstall mit hinterer Freilaufremise
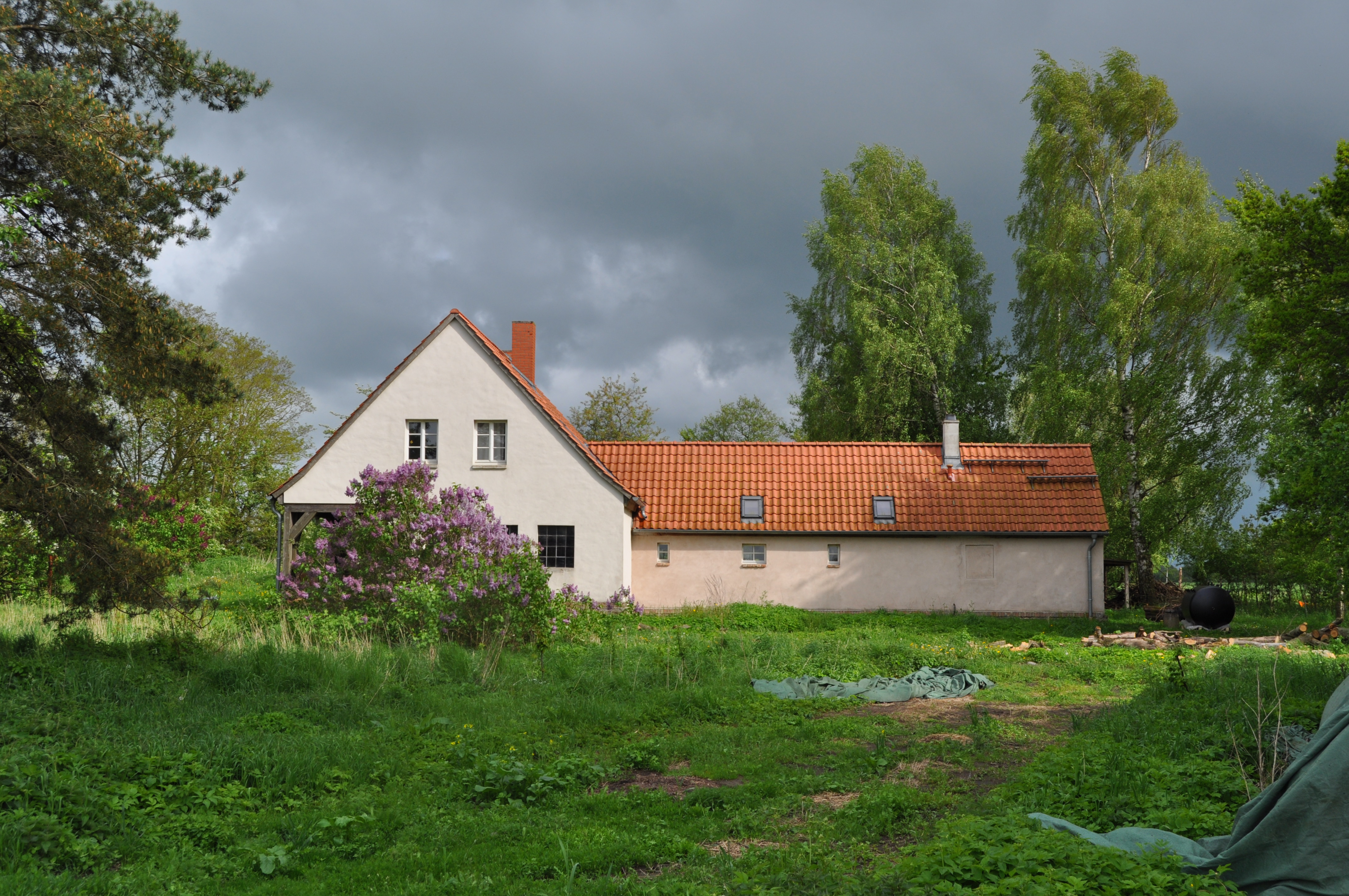
Kirchengut Strellin – Schmiede mit Vorlaube, rechts Stellmacherei
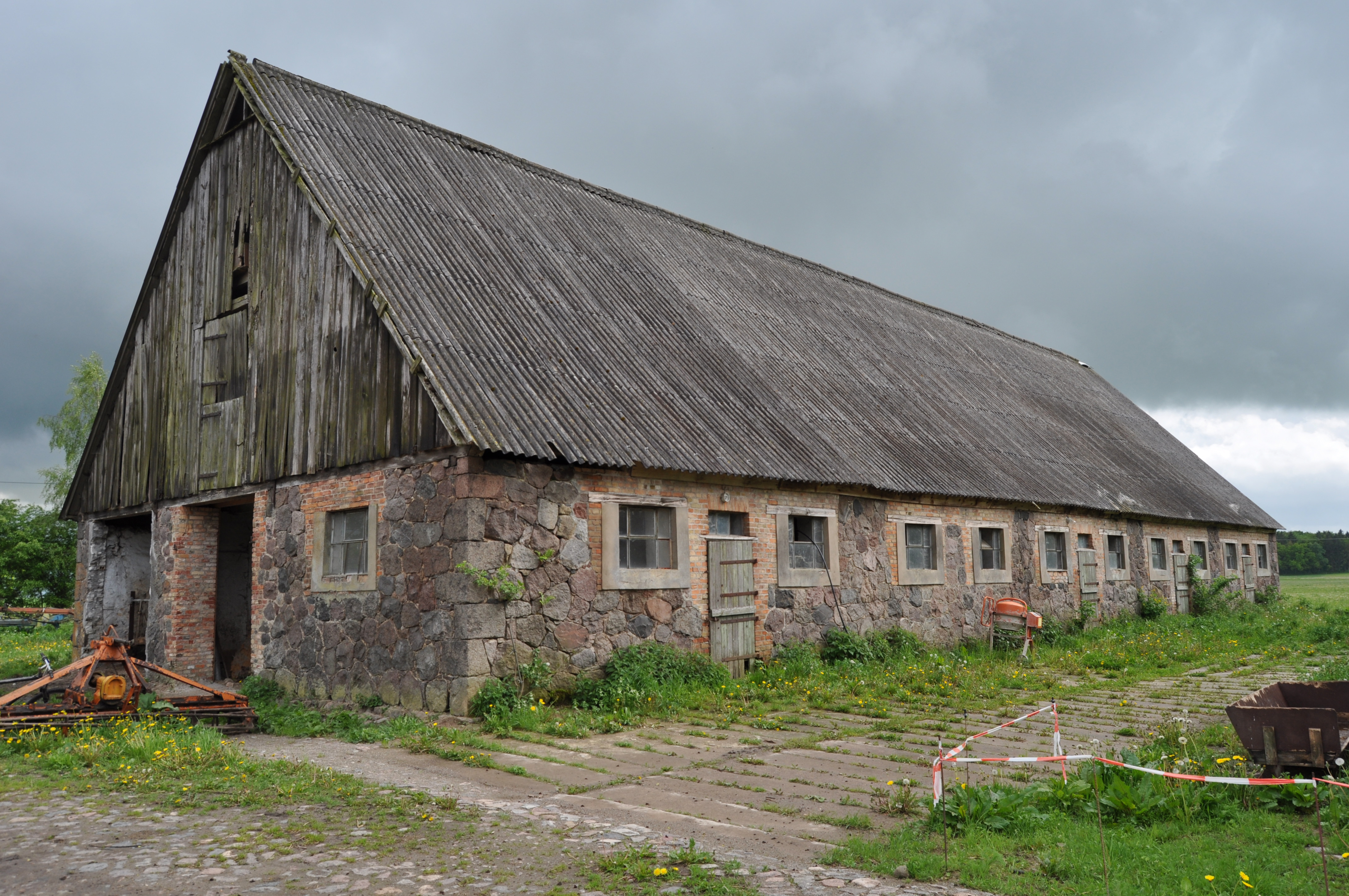
Ehemaliger Schweinestall des Gutes
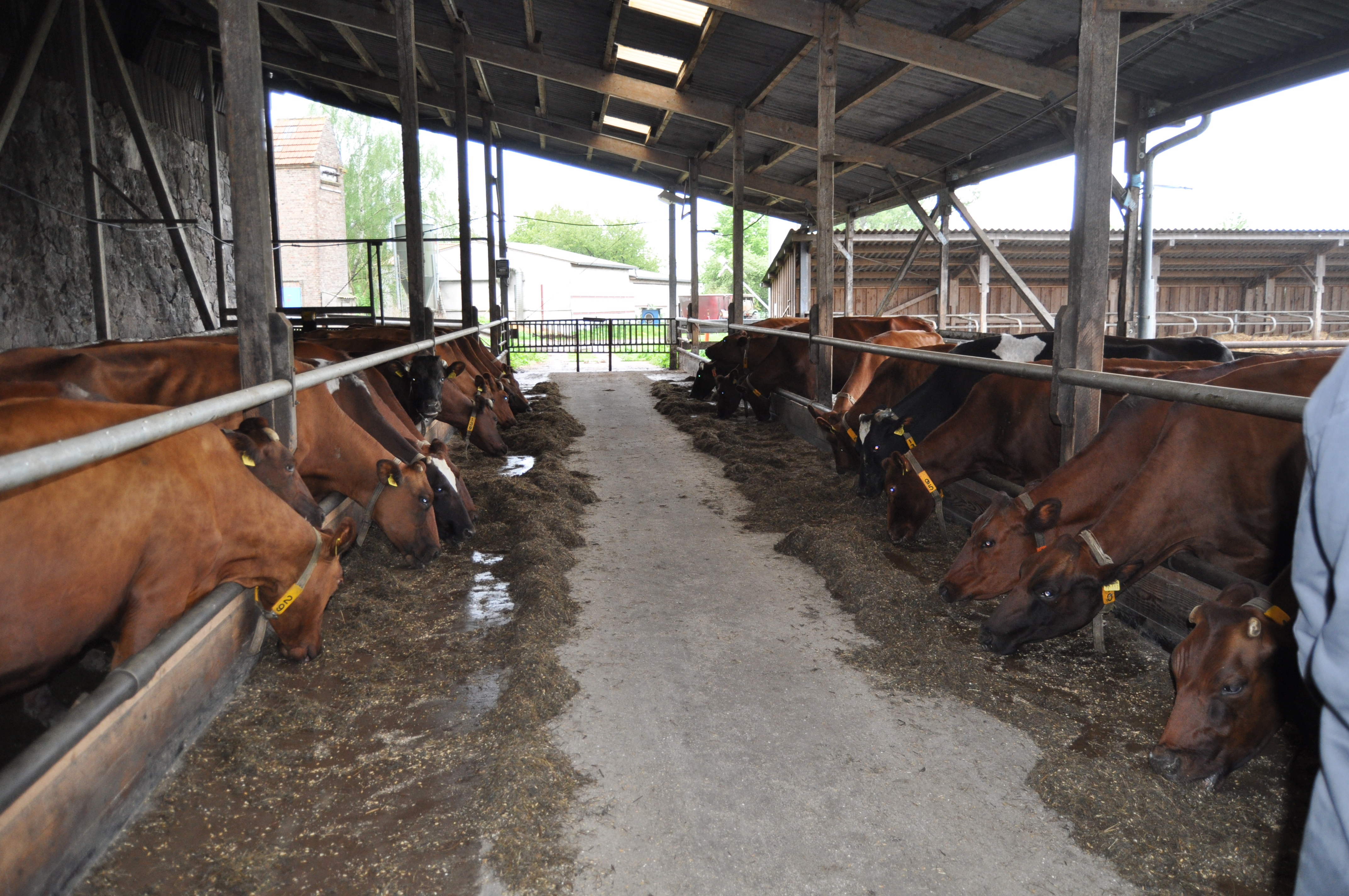
Remise für Freilauf und Fütterung an ehemaliger Scheune
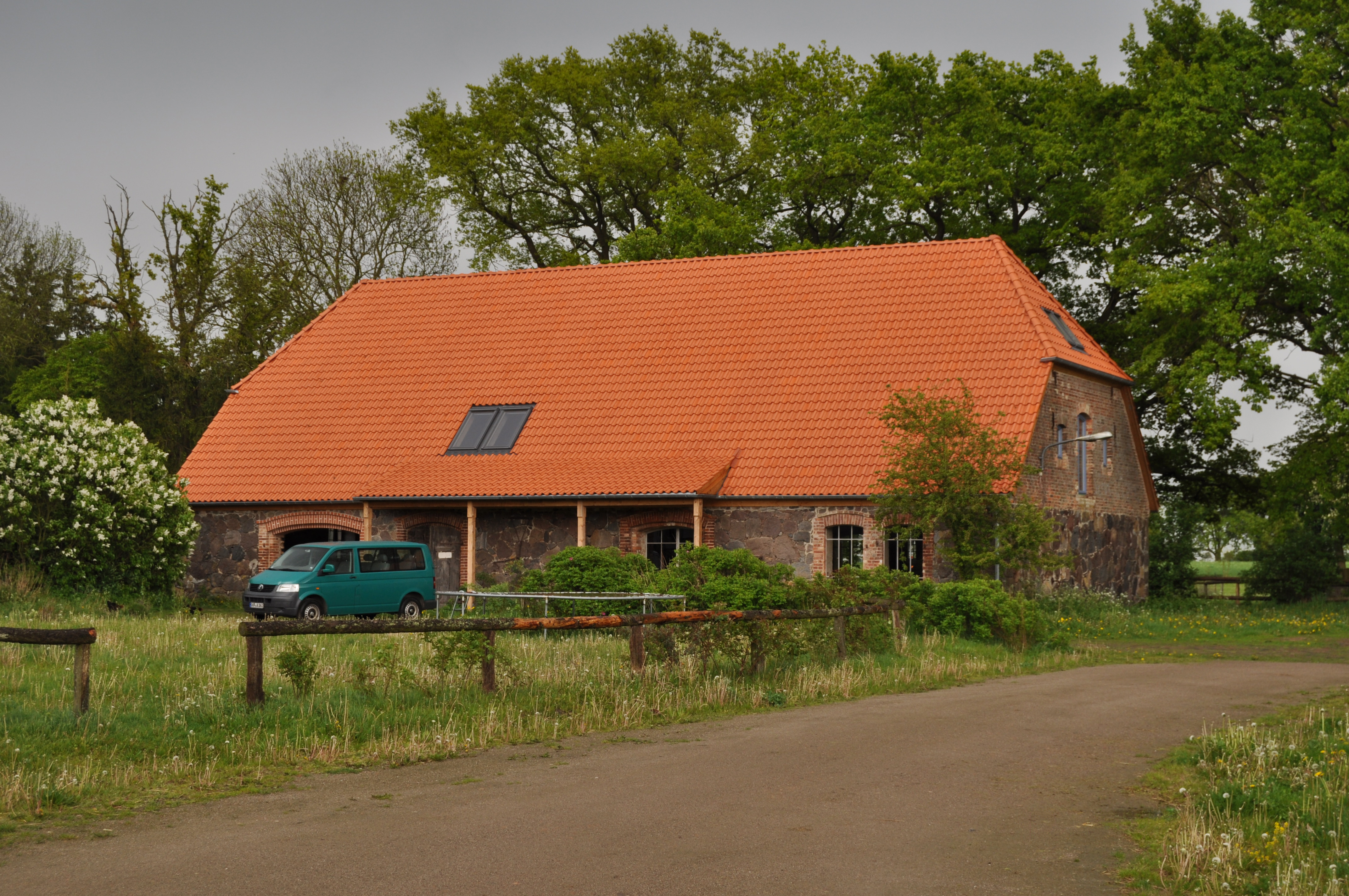
Mehrzweckgebäude – ehemals oben mit Speicher

Das „Kirchengut Strellin“ ist eines der wenigen Gutsanlagen Vorpommerns, das noch in seiner ursprünglichen Form und Nutzung vollständig erhalten ist. Zu DDR-Zeiten wurde lediglich eine Halle für die landwirtschaftliche Technik neu errichtet. Das Gebäude steht östlich neben dem Gutshof und ist eine frei tragende Halle mit Betonunterbau und einem aufgesetzten Oberteil im Barackenstil – ein bautechnisches und bürokratisches Novum. Alle anderen Gebäude erhielten wegen der Brand- und Sturmschäden lediglich neue Dächer. Die Grundmauern und Gebäudeinnenstrukturen blieben überwiegend erhalten, sie wurden aber den modernen Bewirtschaftungsformen (Rindviehaufstallung) angepasst.
Strellin hatte am 31. Dezember 2014 27 Einwohner mit Hauptwohnung und 5 mit Nebenwohnung.

## Sehenswürdigkeiten
- Turmhügel Strellin